# Radio Afrika
Radio Afrika (in russo Радио Африка?) è il quarto album "naturale" del gruppo rock sovietico Akvarium. L'album è composto da 14 canzoni, tra cui successi come Kapitan Afrika, Iskusstvo byt' smirnym, S utra šël sneg e Rok-n-roll mërtv, quest'ultima considerata dalla critica il biglietto da visita del gruppo. È stato registrato nella primavera e nell'estate del 1983 con la partecipazione di molti musicisti, tra cui i noti jazzisti Sergej Kurëchin e Igor' Butman. Il titolo riprende il nome di un progetto comune di Boris Grebenščikov e Kurëchin.
L'album è incluso tra i "100 magnitoal'bomy del rock sovietico" (100 магнитоальбомов советского рока) secondo Aleksandr Kušnir. Nel 2010, l'album era all'ottavo posto nella classifica dei "50 migliori album russi di tutti i tempi", compilata dalla rivista Afiša sulla base di un sondaggio tra giovani musicisti russi.

## Storia
Le registrazioni iniziarono alla fine dell'inverno 1983 nello studio allestito da Andrej Tropillo nella casa dei giovani tecnici nel quartiere Krasnogvardejskij di Leningrado. Il completamento e il missaggio dell'album avvennero nello studio mobile MCI della casa discografica statale Melodija, presente a Leningrado dal 18 al 24 luglio 1983 per registrare programmi di musica classica dal vivo. Lo studio si trovava sulla Prospettiva Nevskij, a venti passi dall'hotel Evropejskaja, strettamente sorvegliato dalla milizia. Il tecnico del suono Viktor Glazkov, un vecchio amico di Andrej Tropillo addetto alla console MCI a 24 canali, sfruttando la sua posizione ufficiale, riuscì a convincere l'amministrazione della Facoltà di Psicologia a finanziare con 3000 rubli le sessioni di lavoro. Andrej riuscì inoltre a formalizzare i documenti per il lavoro degli Akvarium come ordine ufficiale della Melodija. Dopo aver redatto la documentazione necessaria, Tropillo, con diverse bottiglie di vodka, si accordò con l'installatore di turno per fornire elettricità durante la notte. Nel giro di dieci giorni, tre gruppi musicali - Akvarium, Manufaktura e Strannye igry - poterono lavorare con attrezzature moderne e professionale di sera e di notte.
Boris Grebenščikov descrisse l'album:
(Boris Grebenščikov)
Le ricerche avanguardiste di Grebenščikov e Kurëchin influenzarono le sonorità dell'album: su iniziativa di Grebenščikov, lo studio iniziò a utilizzare suoni atipici per i precedenti album degli Aquarium, come tastiere (Vremja Luny) e batterie elettroniche giapponesi.
Negli ultimi giorni prima della partenza dello studio mobile, il gruppo cercò di completare l'album ma non fece in tempo a finire il missaggio. Glazkov, dopo aver presentato al suo capo di Melodija una bottiglia di cognac armeno, riuscì a posticipare la partenza del furgone di registrazione di un altro giorno. All'ultimo momento Grebenščikov portò dei nastri con suoni ambientali: il suono di alcune campane, preso in prestito dalla fonoteca della Lenfil'm, e delle trasmissioni da una radio Kazachstan (Казахстан) registrate di nascosto nella toilette della Casa dei Giovani Tecnici. Il missaggio dell'album fu terminato il 24 luglio 1983 alle 6 del mattino. Una settimana dopo la registrazione, in un caffè dell'Isola Vasil'evskij si tenne un ascolto speciale dell'album.

## Copertina
L'autore della copertina dell'album è Andrej “Villi” Usov, su idea degli stessi membri degli Akvarium. Il nome della band non è presente, sul fronte è ritratto Vsevolod Gakkel' mentre passeggia sulla costa deserta del Golfo di Finlandia, il titolo e la scritta cinese Wúxiàn fēizhōu (无线非洲), realizzata dal sinologo Sergej Pučkov e che significa "Africa senza fili". Sul retro della copertina è presente l'immagine di un “mezzo uomo-mezzo scultura” con una testa sproporzionatamente grande. Sulle scatole con i nastri dell'album erano incollate le foto di un Grebenščikov seminudo, che in origine dovevano essere la copertina dell'album. Tutte le foto sono state scattate con una Ljubitel' da dieci rubli.

## Formazione
Le informazioni riguardo alla formazione dell'album sono tratte Å+ Records del 2023.
Akvarium
- Boris Grebenščikov (BG) — voce, chitarra
- Sergej Kurëchin — tastiere (2-4, 7-13)
- Andrej Romanov (Djuša) — voce (9), flauto (5), voce secondaria, percussioni, washboard (13)
- Vsevolod Gakkel' (Seva) — voce (7), violoncello (13, 14), basso (5, 11), voce secondaria
- Aleksandr Ljapin — chitarra elettrica (1, 2, 6, 11)
- Michail Fajnštejn-Vasil'ev (Fan) — basso (eccetto 5, 8, 10, 11), percussioni (5)
- Pëtr Troščenkov — percussioni (1, 6, 14)

Ospiti
- Igor' Butman — sassofono (2-4, 9)
- Vladimir Griščenko — basso (8)
- Aleksandr Titov — basso (10)
- Evgenij Guberman — percussioni (2, 3)
- Michail Kordjukov — percussioni (3-5, 9-11, 13)
- Aleksandr Kondraškin — percussioni (13)
- Andrej Tropillo - fischio, chitarra (12)
- Lilija Chocenovskaja — voce secondaria (11)

## Tracce

### Prima edizione (1983)
Testi e musiche di Boris Grebenščikov, eccetto dove indicato.
1. Muzyka serebrjanych spic – 3:06
2. Kapitan Afrika – 4:53
3. Pesni vyčerpyvajuščich ljudej – 3:16
4. Zmeja – 0:58
5. Vana Choja – 5:27
6. Rok-n-roll mërtv – 5:14
7. Radio Šao-Lin' – 1:33
8. Iskusstvo byt' smirnym – 4:54
9. Tibetskoe tango (strumentale) – 3:07 (musica: Sergej Kurëchin)
10. Vremja Luny – 3:52
11. Mal'čik Evgraf – 2:28
12. Tvoej zvezde (strumentale) (musica: Sergej Kurëchin)
13. S utra šël sneg – 3:50
14. Eščë odin upavšij vniz – 5:27

Durata totale: 48:05
La prima edizionе su bobina presenta alcuni problemi minori come il suono stereo non molto stabile in alcune tracce. L'ultima traccia Eščë odin upavšij vniz è stata pubblicata in mono, e proprio alla fine del brano ci sono alcuni piccoli problemi di suono.
Tracce bonus in Antologija — VI. Radio Afrika
1. Platan (studio version) – 5:25
2. Storož Sergeev (studio version) – 3:19
3. Al'ternativa – 2:42

Tutte e tre le tracce bonus sono registrazioni dello studio di Tropillo, mixate e finalizzate nella sala di registrazione MCI. Sono state pubblicate anche nell'omonima raccolta, con una versione diversa di Al'ternativa.

### Seconda edizione (1988)
Nel 1988 viene pubblicata da Melodija un'edizione di 30 000 copie su vinile: non sono più presenti i problemi di audio e Eščë odin upavšij vniz è in stereo, per ridurre la durata complessiva sono state rimosse le tracce Vana Choja e Tvoej zvezde (menzionate comunque in copertina e sulle etichette del disco) e sono stati accorciati alcuni brani.
Lato 1
1. Muzyka serebrjanych spic
2. Kapitan Afrika
3. Pesni vyčerpyvajuščich ljudej
4. Zmeja – assente il suono di sintonizzazione della radio
5. Vana Choja – presente sulla copertina e sull'etichetta, ma assente sul disco
6. Rok-n-roll mërtv
7. Radio Šao-Lin' – assente il suono di sintonizzazione della radio all'inizio del brano

Durata totale: 20:33
Lato 2
1. Iskusstvo byt' smirnym
2. Tibetskoe tango (strumentale) (musica: Sergej Kurëchin) – accorciato
3. Vremja Luny
4. Mal'čik Evgraf
5. Tvoej zvezde (strumentale) (musica: Sergej Kurëchin)
6. S utra šël sneg – accorciato, rimosso il suono di sintonizzazione radiofonica alla fine
7. Eščë odin upavšij vniz – tagliati i primi 10 secondi, registrazione stereo

Durata totale: 22:00